# Älvdykare
Älvdykare (Deronectes latus) är en skalbaggsart som först beskrevs av Stephens 1829.  Älvdykare ingår i släktet Deronectes och familjen dykare. Enligt den finländska rödlistan är arten sårbar i Finland. Arten är reproducerande i Sverige. Artens livsmiljö är älvar och åar. Inga underarter finns listade i Catalogue of Life.